# Черкаська загальноосвітня школа № 29
Черкаська загальноосвітня школа І-ІІІ ступенів № 29 — загальноосвітній навчальний заклад у місті Черкаси, знаходиться у мікрорайоні Дахнівка, колишньому селі.

## Історія
1939 року було відкрито Василицьку середню школу Черкаського району. 1970 року, коли села Василиця та Дахнівка були об'єднані, школа стала Дахнівською Черкаського району. 1982 року, коли село було приєднано до складу Черкас, школа перейменована в Черкаську середню школу № 29 Соснівського району Черкас. 1989 року школі було присвоєно ім'я уродженця Дахнівки Грузиненка Андрія Лук'яновича. 1997 року школа переїхала до нової будівлі, де працюю і сьогодні.

## Директори
- Онищенко Василь Несторович
- Міщенко Дмитро Панасович
- Щербак Олексій Гервасійович
- Устименко Сергій Кузьмович 1954-1969
- Жовтобрюх Іван Тимофійович 1969-1975
- Клечковський Володимир Миколайович 1975-1989
- Кошовий Анатолій Костянтинович 1989-1996
- Хоперія Алла Олексіївна 1996-2002
- Деркач Олександр Андрійович 2002-2021
- Діденко Сергій Васильович з 2021